# Incêndio da usina de tratamento Hamlet

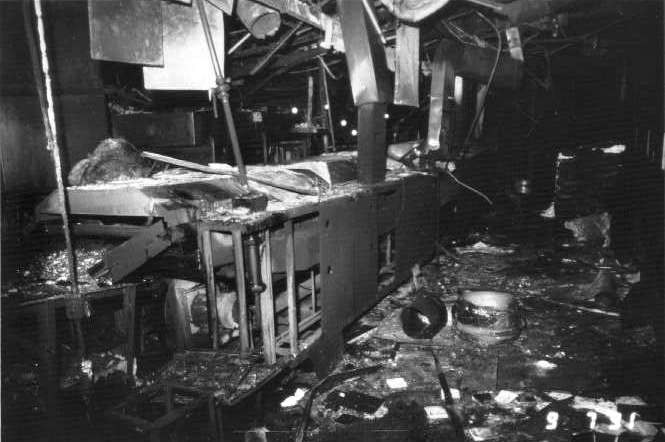
A vista do local onde o fogo começou.

O Incêndio da fábrica de processamento Hamlet foi um desastre industrial que ocorreu na fábrica de tratamento de frango da Imperial Foods, em Hamlet, Carolina do Norte, EUA em 3 setembro de 1991 após uma falha em uma modificação defeituosa para uma linha hidráulica. Vinte e cinco pessoas morreram e 54 ficaram feridas por estarem presas atrás de portas anti fogo fechadas. Devido a falta de inspetores, a fábrica não era inspecionada em 11 anos de operação, e é pensado que o incêndio poderia ter sido evitado por uma única inspeção.
Uma investigação federal foi feita, que resultou na sentença de 20 anos de prisão para o dono da fábrica e a empresa recebeu as maiores multas da história da Carolina do Norte. A investigação também apontou falhas na aplicação de normas de segurança, que resultou em um desrespeito às leis de segurança do trabalhador. Acusações de racismo foram niveladas no corpo de bombeiros e na cidade de Hamlet após o incêndio. Mais tarde, dois monumentos foram eregidos em homenagem a esse fato. A fábrica nunca mais for reaberta.